# Atakpamé
Atakpamé è una città del Togo e capoluogo della regione degli Altopiani. È situata nella parte centro-meridionale dello stato a circa 150 km a nord dalla capitale Lomé e dalla costa, ai piedi dei Monti Togo e circa 30 km a ovest del fiume Mono.
La città, che fu il centro amministrativo della colonia tedesca del Togoland era considerata un villaggio rifugio ed è oggi un rimarchevole centro collinare  servito in modo ottimale da diverse strade che confluiscono ad Atakpamé da nord da est e da ovest: è inoltre il solo centro intorno a cui si estende la poca foresta togolese ricca  dei legni tipici della foresta occidentale africana; qui inoltre  sono distribuite le diverse colture del paese (cotone, olio di palma, caffè e cacao).
Atakpamé è una delle poche città togolesi servite dall'acqua potabile.

## Amministrazione

### Gemellaggi
- Niort